# Isanosaurus
Isanosaurus ("Ještěr ze severu Thajska - Isanu") byl rod malého sauropodního dinosaura, jednoho z nejstarších zástupců této skupiny vůbec.

## Popis
V dospělosti dosahoval tento středně velký sauropod délky kolem 13 až 17 metrů a hmotnosti 7 tun. Žil v období pozdního triasu (asi před 210 miliony let) na území dnešní jihovýchodní Asie.
Isanosaurus attavipachi byl popsán paleontologem Buffetautem v roce 2000. Mezi jeho blízké příbuzné mohl patřit například argentinský rod Amygdalodon, který je ale známý jen podle nepříliš kompletního fosilního materiálu.